# Harry Boye Karlsen
Harry Boye Karlsen (Horten, 14 marzo 1920 – Larvik, 8 gennaio 1994) è stato un calciatore norvegese, di ruolo centrocampista o difensore.

## Carriera
Ha disputato 58 incontri con la maglia della nazionale norvegese, mettendo a segno 4 reti. Ha preso parte ai Giochi olimpici del 1952 di Helsinki.

## Palmarès

### Club
- Campionato norvegese: 3

Larvik: 1952-1953, 1954-1955, 1955-1956

### Individuale
- Gullklokka